# Healing Camp, Aren't You Happy
Healing Camp, Aren't You Happy (Hangul: 힐링캠프, 기쁘지 아니한가), ou simplement connu sous le nom de Healing Camp, est un débat télévisé sud-coréen diffusé sur SBS depuis le 18 juillet 2011. L'émission est présentée par le comédien Lee Kyung-kyu, l'animateur Kim Je-dong et l'actrice Sung Yu-ri tous les lundis à partir de 23h15. Le programme est connu pour avoir créé un nouveau genre de talk-shows axés sur la « guérison » qui sont devenus la tendance des talk-shows en 2012 et 2013.
En juin 2013, il est annoncé que l'actrice Han Hye-jin quitte l'émission à la suite de son mariage avec le footballeur Ki Sung-yueng prévu en juillet et qu'elle envisageait d'emménager à Londres avec lui. Elle est remplacée par la chanteuse sud-coréenne Sung Yu-ri,.
Il a été annoncé par divers organes de presse que le 1er juillet 2015 que Sung Yu-ri quittait l'émission avec Lee Kyung-kyu et qu'elle envisageait de continuer sa carrière d'actrice. Elle est apparue une dernière fois à l'émission avec Lee Kyung-kyu en tant qu'invitée le 20 juillet 2015.

## Présentation

### Présentateurs actuels
- Kim Je-dong présente l'émission depuis le 18 juillet 2011.
- Seo Jang-hoon et Hwang Kwanghee présente l'émission depuis le 12 octobre 2015 et remplace Lee Kyung-kyu et Sung Yu-ri.

### Présentateurs précédents
- Lee Kyung-kyu présente l'émission du 18 juillet 2011 au 1er juillet 2015.
- Han Hye-jin avait présenté l'émission du 18 juillet 2011 au 12 août 2013 et a été remplacé par la chanteuse Sung Yu-ri[2].
- Sung Yu-ri rejoint l'émission et remplace l'actrice Han Hye-jin du 19 août 2013 au 1er juillet 2015[1].

## Récompenses
| Année | Prix                         | Catégorie                                    | Nominations                    | Résultat | réf(s) |
| ----- | ---------------------------- | -------------------------------------------- | ------------------------------ | -------- | ------ |
| 2011  | 5th SBS Entertainment Awards | Prix des producteurs                         | Lee Kyung-kyu                  | Lauréat  | [ 5 ]  |
| 2011  | 5th SBS Entertainment Awards | Meilleure nouvelle venue                     | Han Hye-jin                    | Lauréat  | [ 5 ]  |
| 2012  | 6th Mnet 20's Choice Awards  | 20's Variety Star                            | Han Hye-jin                    | Lauréat  |        |
| 2012  | Korean Womenlink             | Green Media Award                            | Han Hye-jin                    | Lauréat  |        |
| 2012  | 6th SBS Entertainment Awards | Prix d'excellence                            | Han Hye-jin                    | Lauréat  | [ 6 ]  |
| 2012  | 6th SBS Entertainment Awards | Prix de Top Excellence                       | Lee Kyung-kyu                  | Lauréat  | [ 6 ]  |
| 2012  | 6th SBS Entertainment Awards | Meilleur scénariste                          | Kim Mi-kyung                   | Lauréat  | [ 6 ]  |
| 2012  | 6th SBS Entertainment Awards | Prix d'excellence d'un programme (Talk show) | Healing Camp, Aren't You Happy | Lauréat  | [ 6 ]  |
| 2013  | 7th SBS Entertainment Awards | Prix de Top Excellence (Homme)               | Lee Kyung-kyu                  | Lauréat  | ,      |
| 2013  | 7th SBS Entertainment Awards | Prix d'excellence d'un programme (Talk show) | Healing Camp, Aren't You Happy | Lauréat  | ,      |
| 2013  | 7th SBS Entertainment Awards | Prix d'excellence (Femme)                    | Sung Yu-ri                     | Lauréat  | ,      |
| 2014  | 8th SBS Entertainment Awards | Grand prix (Daesang)                         | Lee Kyung-kyu                  | Lauréat  | [ 9 ]  |
| 2014  | 8th SBS Entertainment Awards | Prix des producteurs (TV)                    | Sung Yu-ri                     | Lauréat  | [ 9 ]  |